# Model 3217
Model 3217 is een stoel ontworpen door Arne Jacobsen in 1955 en staat ook wel bekend als de Seven Chair (Zevenstoel).